# Набріж
Набріж (Набруж, пол. Nabróż) — село в Польщі, у гміні Лащів Томашівського повіту Люблінського воєводства. Населення — 269 осіб (2011).

## Історія
1578 року вперше згадується православна церква в селі.
За даними етнографічної експедиції 1869—1870 років під керівництвом Павла Чубинського, у селі переважно проживали римо-католики, але населення здебільшого розмовляло українською мовою.
У липні-серпні 1938 року польська влада в рамках великої акції руйнування українських храмів на Холмщині і Підляшші знищила місцеву православну церкву.
За німецької окупації 1939—1944 років у селі діяла українська школа. У 1943 році в селі проживало 211 українців і 464 поляки. У 1943—1944 роках польські шовіністи вбили в селі 29 українців. Зокрема 6 травня 1943 року було вбито православного священника С. Захарчука та знищено його дім, який слугував мешканцям церквою. 17-19 травня 1944 року 5 сотень УПА штурмували укріплений пункт Армії Крайової в цьому селі. Бій закінчився поразкою поляків, і вони були змушені відступити з території, загинуло 46 аківців. Втрати УПА склали 30 убитих та стільки ж поранених. В кінці липня 1944 року тут сталася битва УПА з німцями. Повстанці зазнали поразки. Одна з сотень ВО «Буг» в битві з ними мала втрати близько 50 осіб.
У 1975—1998 роках село належало до Замойського воєводства.

## Населення
Демографічна структура станом на 31 березня 2011 року:
|          | Загалом | Допрацездатний вік | Працездатний вік | Постпрацездатний вік |
| -------- | ------- | ------------------ | ---------------- | -------------------- |
| Чоловіки | 127     | 18                 | 88               | 21                   |
| Жінки    | 142     | 22                 | 73               | 47                   |
| Разом    | 269     | 40                 | 161              | 68                   |